# Matt Langwell
Matthew August Langwell (né le 6 mai 1986 à Bryan, Texas, États-Unis) est un lanceur de relève droitier des Ligues majeures de baseball jouant avec les Diamondbacks de l'Arizona.

## Carrière

### Indians de Cleveland
Joueur de baseball à l'Université Rice, Matt Langwell est drafté au 11e tour de sélection par les Indians de Cleveland en 2008. Il fait ses débuts dans le baseball majeur avec les Indians le 2 juin 2013 face aux Rays de Tampa Bay. Langwell savoure sa première victoire dans les majeures le 28 juin contre les White Sox de Chicago.

### Diamondbacks de l'Arizona
À la fin août 2013, Langwell est échangé aux Diamondbacks de l'Arizona contre le voltigeur Jason Kubel.